# 罗尔贝格 (萨克森-安哈尔特州)
罗尔贝格（德語：Rohrberg）是德国萨克森-安哈尔特州的市镇，隶属于萨尔茨韦德尔-阿尔特马克县。总面积为38.27平方千米，截至2023年12月31日总人口为997人。